# Ullensvangs socken
Ullensvangs socken (norska: Ullensvang sokn) är en församling i Hardanger og Voss prosteri i Bjørgvins stift inom Norska kyrkan. Församlingen omfattar ett område på den östra sidan av Sørfjorden, en sydlig arm av Hardangerfjorden, i den nordöstra delen av Ullensvangs kommun i Vestland fylke i västra Norge.

## Kyrkor
- Ullensvangs kyrka, Lofthus